# Aurige de Delphes
L’aurige de Delphes, ou Hêniokhos (en grec ancien ἡνίοχος, « qui tient les rênes »), est l'une des plus célèbres sculpture grecque classique, et l'un des cinq seuls grands bronzes qui nous soient parvenus de l'époque classique. Elle est conservée au musée archéologique de Delphes. Grâce à l'inscription sur son socle, on sait qu'elle a été érigée pour célébrer la victoire du char de Polyzalos, tyran de Gela (478-470 avant J.-C.) en Sicile, aux Jeux pythiques de 478 ou 474 avant J.-C. Elle a probablement été créée entre 470 et 466.
Enfoui accidentellement lors d'un glissement de terrain consécutif au séisme de 373 av. J.-C., et découvert au printemps 1896, il a passé vingt-quatre siècles sous la terre, ce qui explique sa coloration brun-vert.
Il est considéré comme un chef-d’œuvre de l'Antiquité classique.

## Description

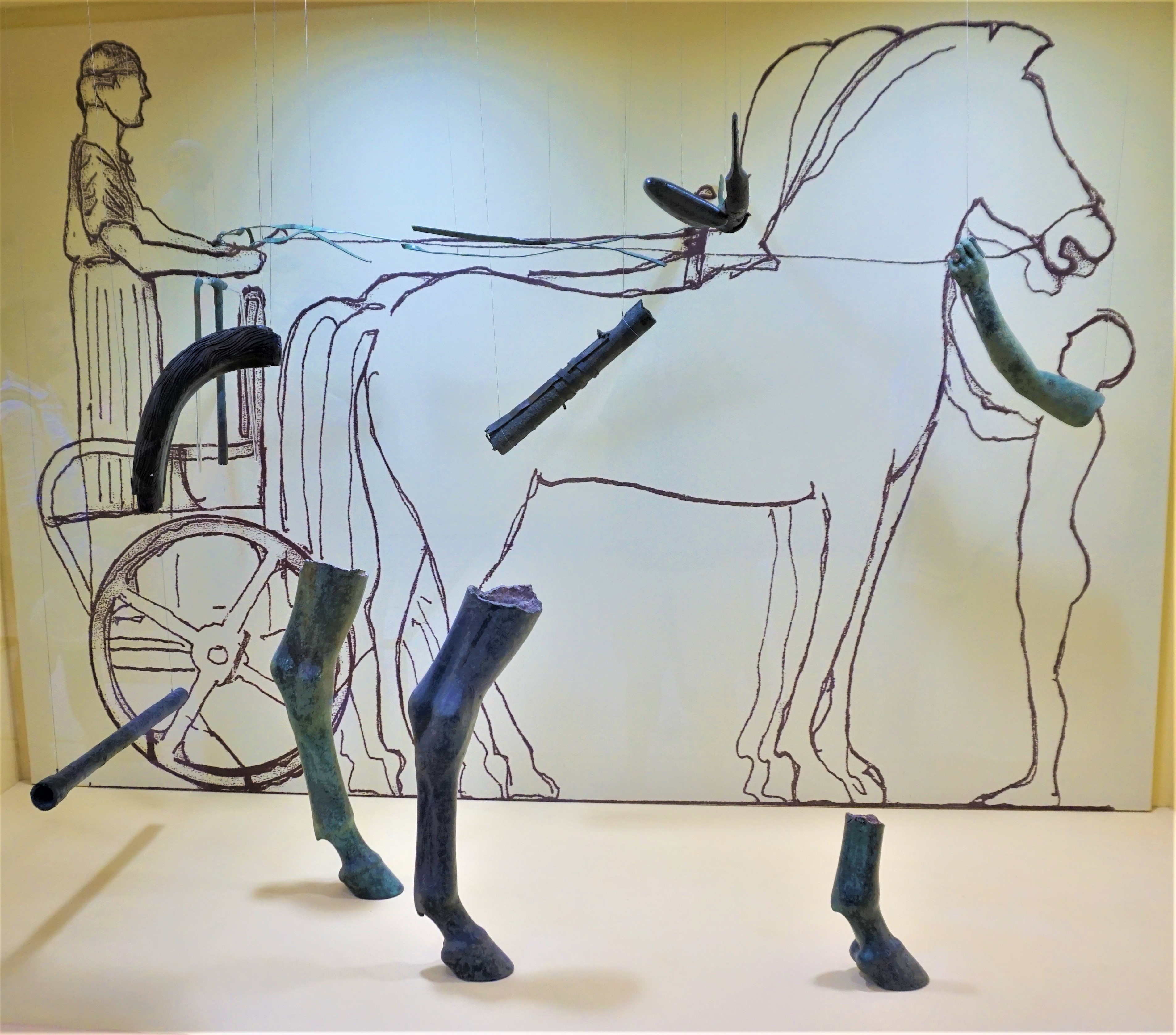
Reconstitution du groupe statuaire.

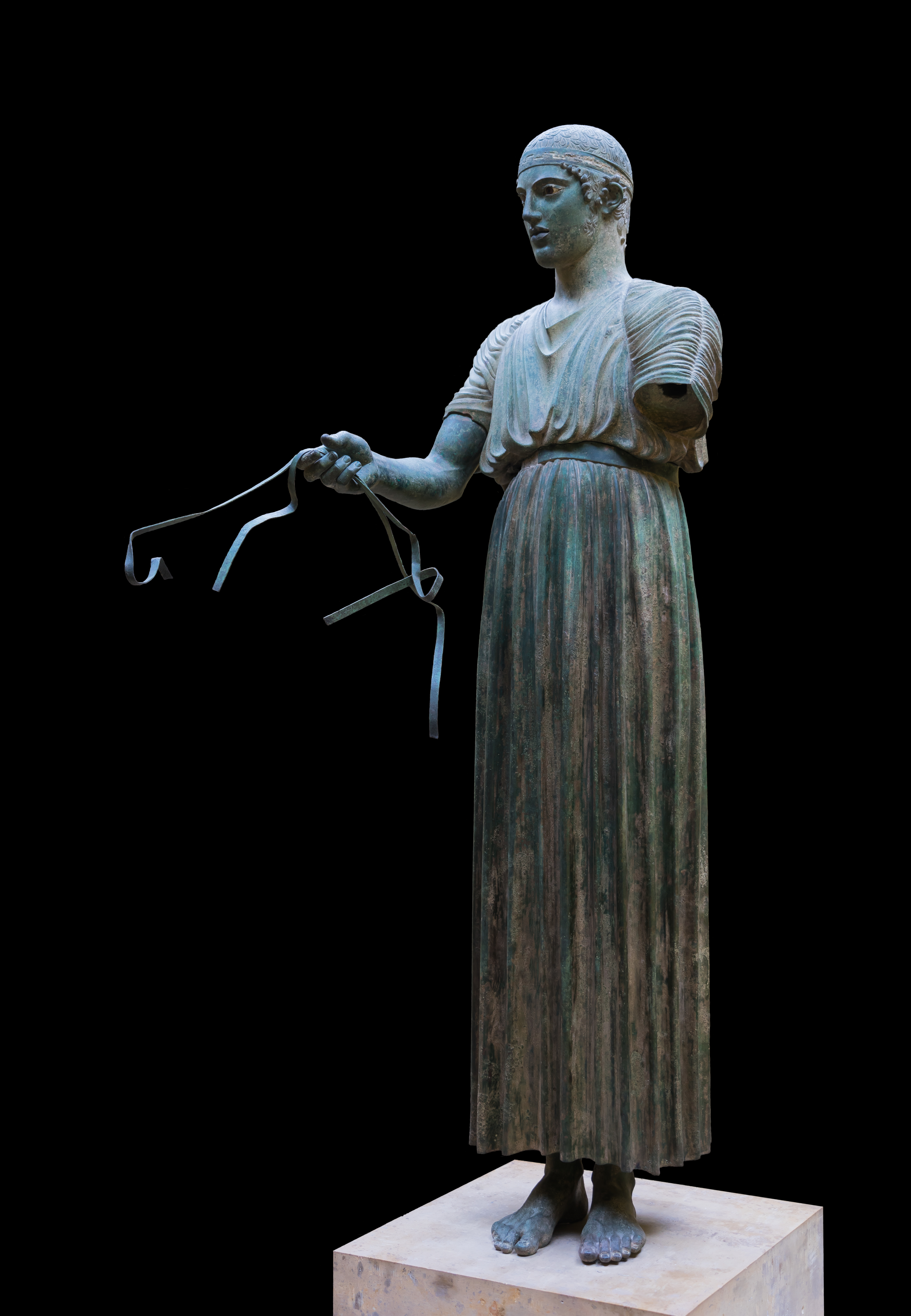
L'aurige de Delphes. Octobre 2021.

Cette statue d'un aurige, soit un conducteur de char grandeur nature (1,82 m de hauteur), a été découverte en plusieurs morceaux le 28 avril et le 1er mai 1896 à Delphes, au nord de la Voie sacrée, entre le temple d'Apollon et le théâtre, au cours des fouilles du site par Homolle, Bourguet et Convert de l'École française d'Athènes, sous la direction de Théophile Homolle. François Chamoux a écrit que la statue a été découverte dans les décombres de la maison du « Bakal » Kounoupis, tout près de l’Ischégaon, où on venait de démolir une conduite d'eau en terre cuite.
Théophile Homolle attribue cette statue au Ve siècle av. J.-C. à partir de son style et du nom gravé sur la base qui supportait la statue. Elle a été détruite au cours d'un tremblement de terre et un glissement de terrain, sans doute en 373 avant J.-C., qui a détruit le temple des Alcméonides. Elle a été préservée en trois morceaux, le torse et la tête (Inv. 3520), le bras droit (Inv. 3540) et le reste du corps, de la taille aux pieds (Inv. 3540). Le bras gauche est manquant. L'aurige lui-même faisait partie d'un ensemble plus important, disloqué lors de la catastrophe de 373 avant J.-C., composé du char, de quatre chevaux et d'un jeune serviteur. Des fragments du char, des jambes et de la queue des chevaux ont été retrouvés près de la statue.
L'aurige est représenté debout sur le char, les pieds de face et dirigés vers la gauche, dans le même sens que la tête. De la main droite, il tient les rênes (qui sont une restauration), et sans doute un fouet, aujourd'hui perdu. Comme il est coutume pour la course de chars, il porte un chiton long dont les plis sont semblables à ceux d'une colonne ; des lanières nouées sous les aisselles empêchent la tunique de s'enfler au vent. Sa tête est ceinte du bandeau de la victoire. Le traitement de l'aurige est typique du premier classicisme, qui conserve des éléments archaïques, ici le caractère ovoïde et austère du visage et les boucles plates de la chevelure. L'ovale du visage est plein, la mâchoire est grosse, le menton est rond, les lèvres charnues. La statue est conçue pour être vue de trois quarts : l'aurige tourne la tête à droite, vers le spectateur, la partie de gauche du visage étant plus développée dans un but de correction optique.

Détails de la statue
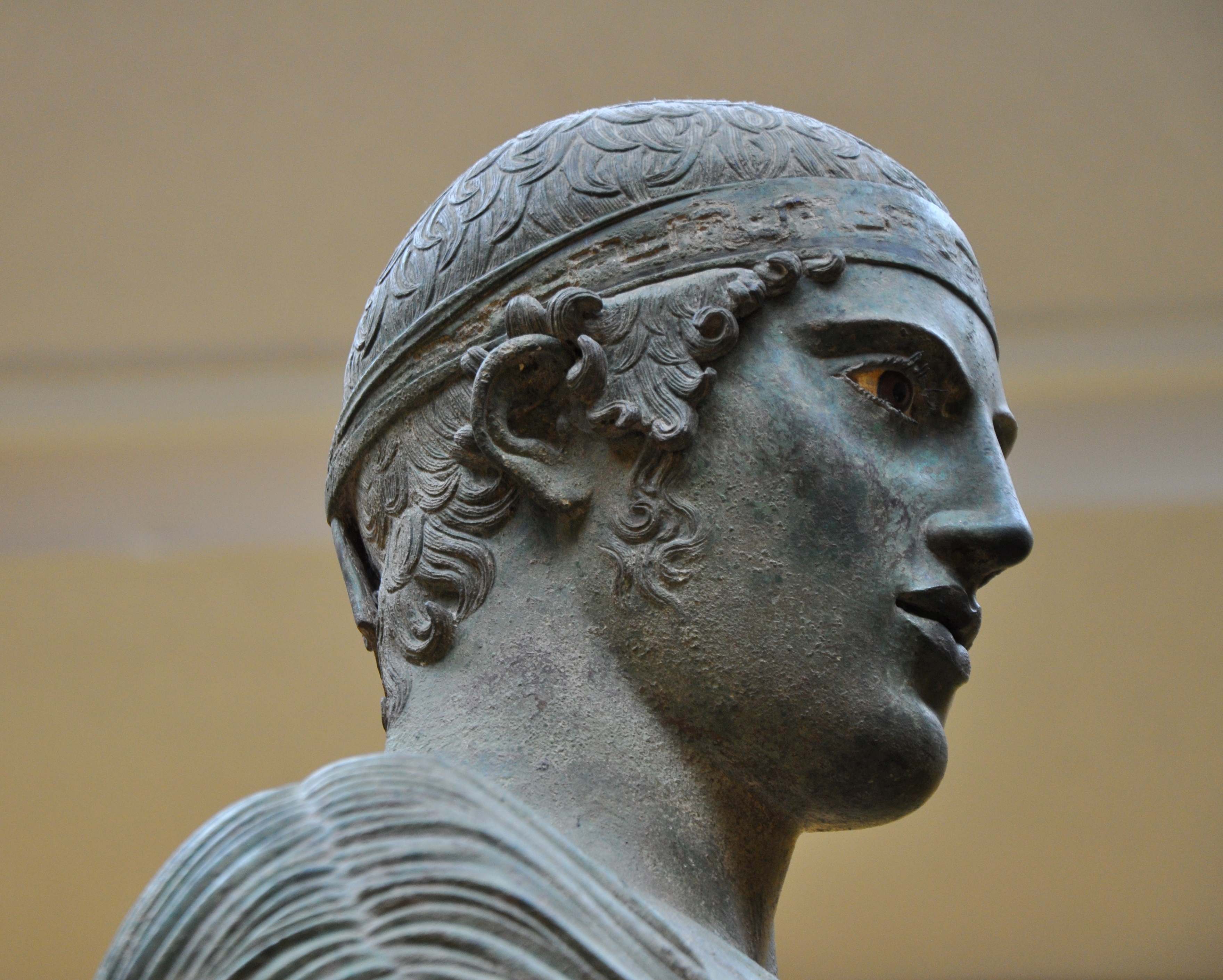
Tête et bandeau.
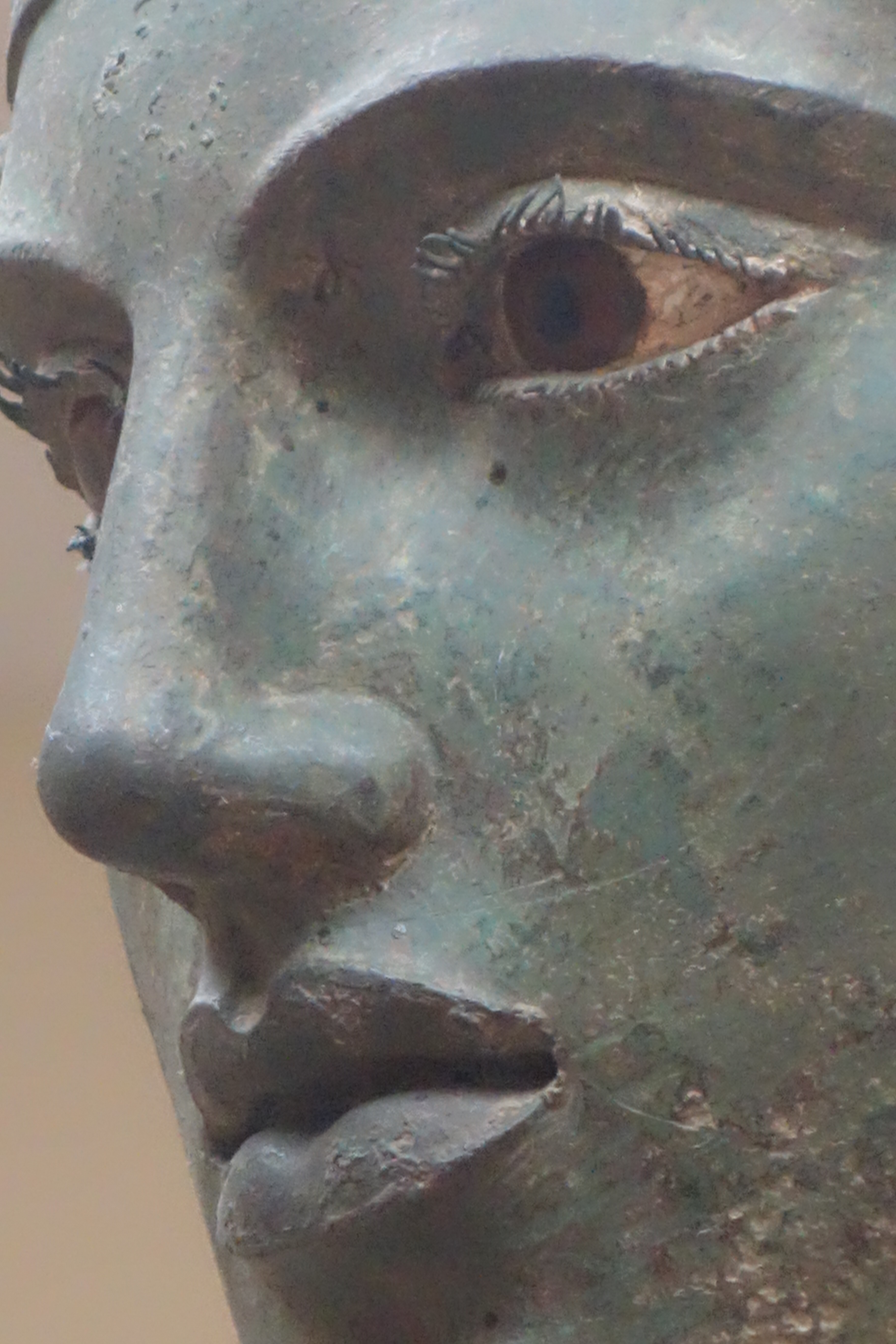
Visage.
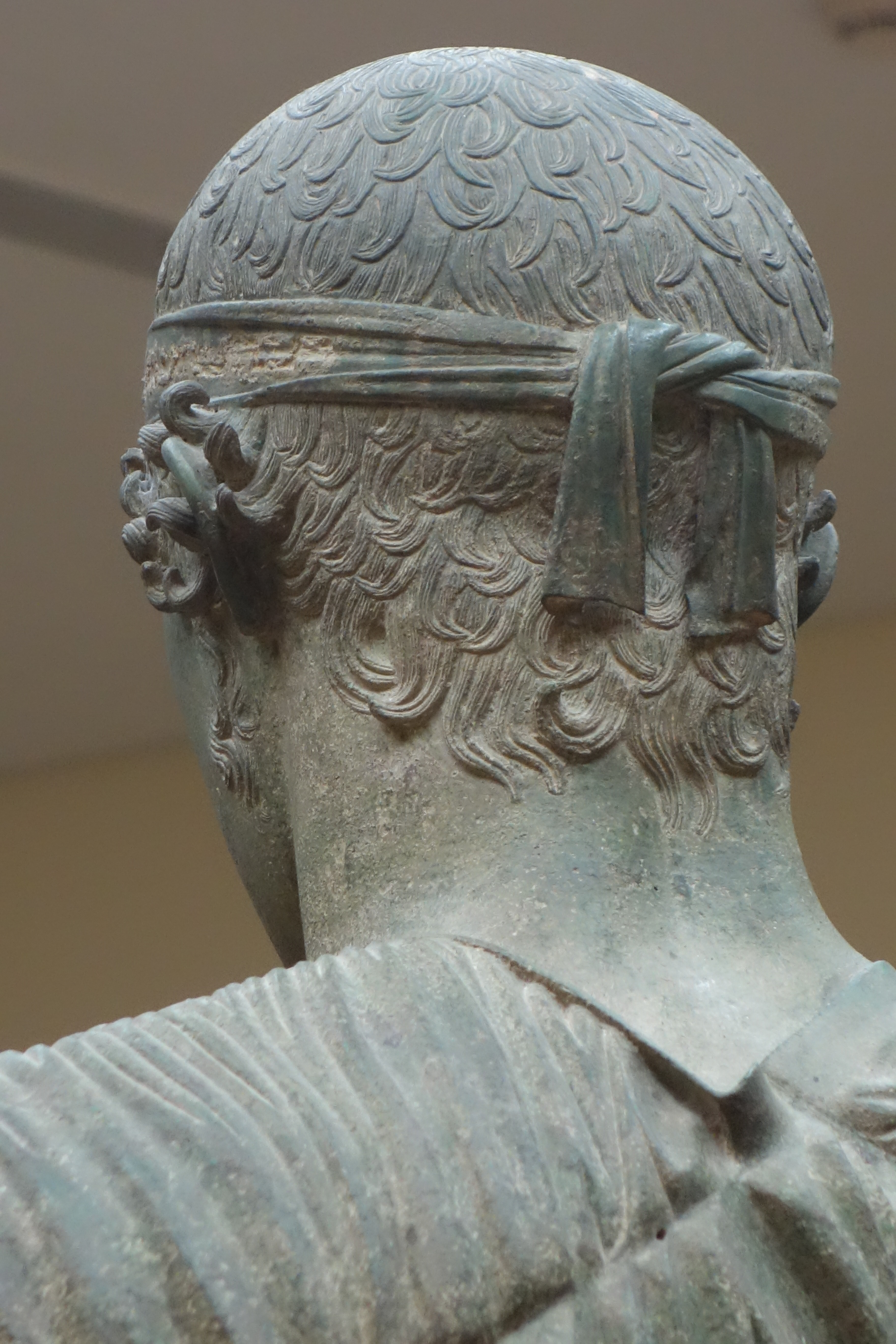
Nœud du bandeau.
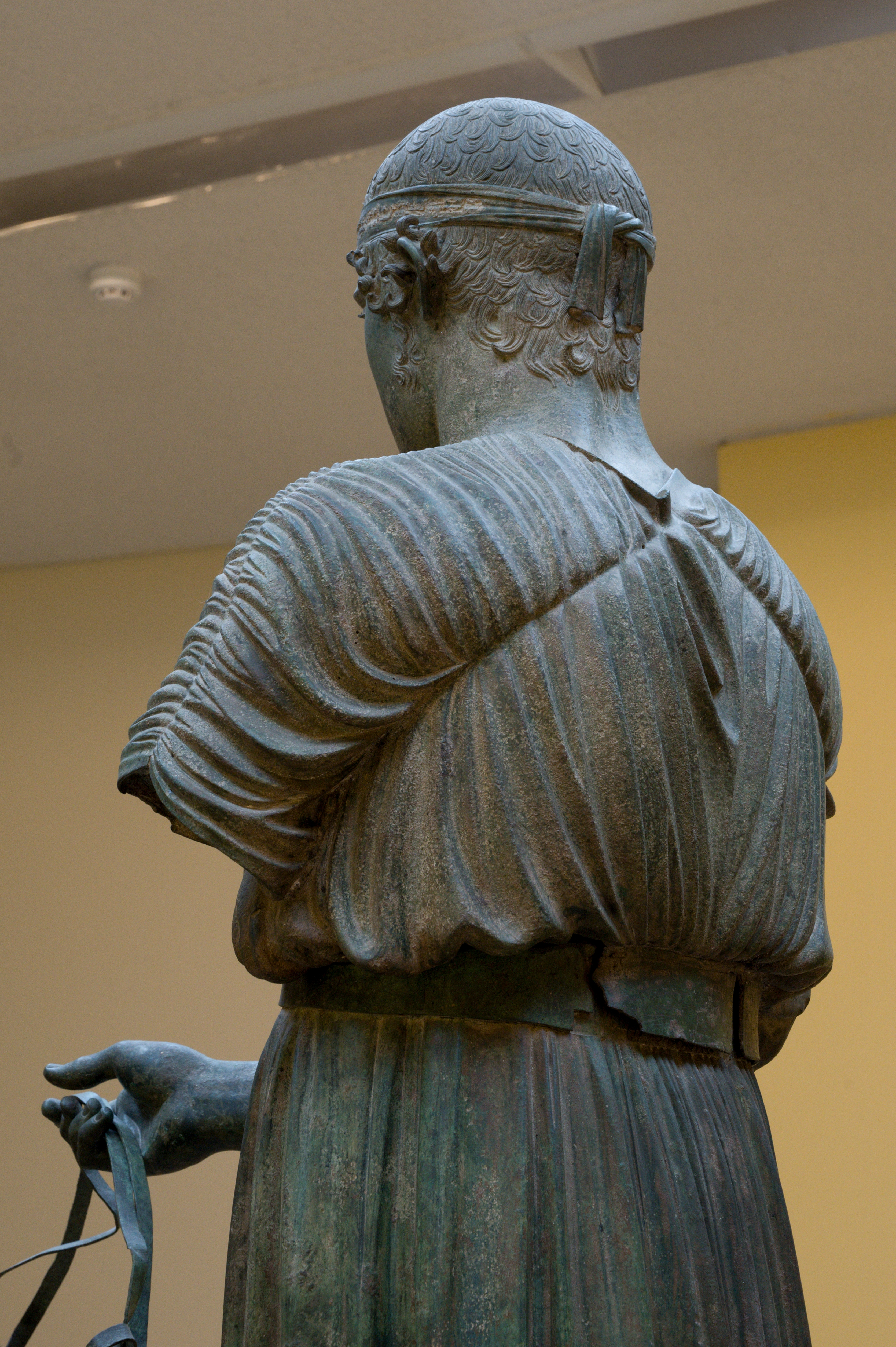
Dos et lanières du chiton.
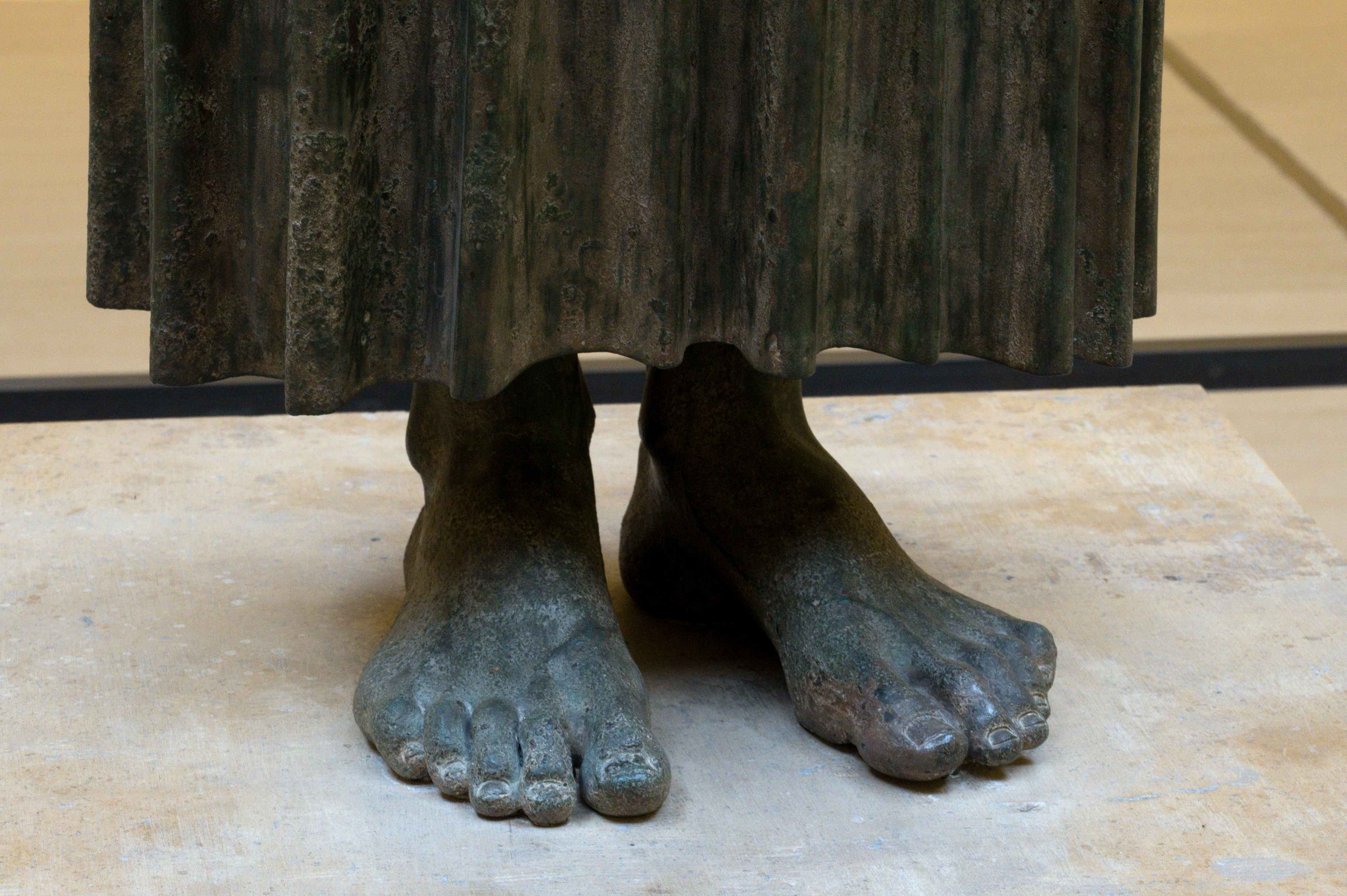
Bas du chiton et pieds.

Les résultats d'une vaste étude de la statue ont été communiqués lors du colloque tenu à Athènes du premier au trois décembre 2022. On apprend ainsi que l'Aurige est composé d'une quinzaine de grandes pièces coulées séparément dans le même bronze, à 10% d'étain. D'autres pièces présentent un moins fort taux d'étain pour produire un effet de polychromie : « les rênes, la ceinture ainsi que la cordelette qui tenait serrée la tunique du cocher pour l’empêcher de flotter durant la course contrastaient, avec une couleur rougeâtre. » Les incisives de l'Aurige sont en argent, même si cela ne se remarque pas bien. Autres détails, cette fois-ci sur le bandeau : ce sont deux minces filets de cuivre qui encadrent un motif de méandre autour de croix. Méandre et croix, ont été réalisés par des incrustations d’étain pur, d’un gris mat. Les yeux sont composés d'un assemblage de pierres taillées : magnésite (blanc), basalte (gris sombre pour le contour de l'iris), iris brun-rouge en calcédoine et pupille en obsidienne et (détail extrême) corail pour les caroncules lacrymales. L'ensemble indique le travail d'un artiste hors pairs. 
Enfin, l'étude du noyau interne de la statue a prouvé que les matériaux qui le constitue proviennent d'Italie du Sud : de la Grande Grèce, dont le sculpteur le plus célèbre à l'époque était Pythagoras de Rhégion (de Reggio de Calabre, actuellement), un artiste dont aucune de ses œuvres ne nous est parvenue. Une proposition de restitution 3D a été faite de l'Aurige d'après ces résultats.

## Technique
La statue a été coulée suivant la technique de la fonte en creux à la cire perdue sur négatif en plusieurs grandes parties :
- les deux bras ;
- les deux pieds ;
- la partie basse de la tunique ;
- la partie haute de la tunique ;
- la tête[9].

La statue, d'un ton général jaune pâle à l'époque antique, est composée d'un complexe mélange d'alliages lui assurant une polychromie discrète. Les yeux, demeurés intacts, sont vraisemblablement constitués de verre et de pierre, entourés de cils découpés dans une tôle battue. Les motifs du bandeau comportaient des incrustations en étain, les quatre dents étaient probablement plaquées d'argent et les lèvres constituées d'un alliage cuivreux, tout comme les lanières de la tunique. Des mèches de cheveux ont été coulées à part dans un alliage différent de celui de la tête puis rapportées. Il en est de même pour le nœud du bandeau, derrière la tête : sa double épaisseur l'aurait rendu impossible à démouler directement, on a donc préféré le couler à part et le rapporter par soudure, comme le montre sa patine différente. Quant aux méandres du bandeau, ils sont damasquinés. Dans la main droite, l'annulaire a été réalisé à part et soudé, détail qui reste mal expliqué. Il est possible qu'il en soit de même pour l'orteil médian, puisqu'on retrouve ce trait sur d'autres sculptures, mais la césure n'a pas été identifiée.
La technique d'assemblage des bras mélange des techniques mécaniques et de soudure, comme le montre le logement où venait s'emboîter le bras gauche. Les pieds ont quant à eux été assemblés par soudure sur le bas de la tunique, et se divisent en deux : une autre soudure a été réalisée à mi-pied. La jonction entre les parties basse et haute de la tunique était cachée par une large ceinture, mais une restauration à cet endroit empêche de bien saisir le mécanisme d'assemblage.
Il faut noter la perfection technique de cette statue, à la fois dans le raffinement des nuances de couleurs des différentes incrustations, notamment sur la tête, et dans les assemblages, à peine visibles.
Dans son livre Fruehgriechische Bildhauerschulen (1927), Ernest Langlotz (1895-1978) l'a attribué à Pythagore de Rhégion , mais François Chamoux, dans son étude de 1955, le pense plutôt issu d’un atelier attique de style sévère, peut-être celui de Critios. Cette hypothèse a été critiquée par Luigi Polacco, qui en fait une « œuvre indiscutablement coloniale » .
Plusieurs chercheurs de l’École française d'Athènes, du Louvre et du Centre de recherche et de restauration des musées de France se rendent à Delphes  entre 2019 et 2021, pour étudier l'Aurige et le radiographier, notamment pour en repérer les soudures. Cette étude a permis de montrer que l'essentiel de l'Aurige de Delphes est composé d'une quinzaine de grandes pièces qui ont été coulées séparément. Les pièces ont été réalisées avec le même bronze contenant 10 % d'étain. Cette étude a montré que le sculpteur avait une maîtrise parfaite de la procédure de soudage, au point qu'il est difficile de déterminer le nombre exact de pièces. Certaines ont été ajoutées au cours de la fabrication, comme les oreilles, des mèches de cheveux, le nœud du bandeau qui entoure la tête. Certains éléments ont été faits dans un bronze plus pauvre en étain pour leur donner une couleur différente. À l'origine, la tunique, la tête, les bras, les jambes de l'Aurige devaient avoir un aspect doré et brillant de bronze poli. D'autres parties, les rênes, la ceinture, moins riches en étain devaient avoir un aspect rougeâtre. Les lèvres, les cils et sourcils qui étaient faits uniquement en cuivre étaient roses. Dans la  bouche entrouverte de l'Aurige on distinguait quatre incisives supérieures en argent. Sur le bandeau, il y a deux minces filets de cuivre encadrant un motif de méandre avec des incrustations d'étain pur qui devaient avoir une couleur gris mat. Le blanc des yeux est rendu par de la magnésite, le contour rond de l'iris doit être un basalte et l'iris brun rouge est de la calcédoine tandis que la pupille noire est en obsidienne. Le sculpteur avait un tel souci du détail qu'il a fait figurer les caroncules lacrymales, représentées avec des fragments de corail rose. La surprise est venue de l'analyse des restes du noyau de terre ayant servi à modeler l'Aurige. Sophie Descamps précise qu'elle a permis de trouver des « inclusions de roches granitiques très particulières, à deux micas, mélangées à des fragments de roches sédimentaires contenant des fossiles du pléistocène ». Ce type de terrain ne se trouve que dans le sud de l'Italie, en Grande-Grèce. Cette découverte permet d'évoquer parmi les auteurs possibles, Pythagore de Rhégion, connu comme étant meilleur sculpteur que Myron mais dont il ne subsiste aucune œuvre.

## Fonction
La statue a été consacrée dans le sanctuaire d'Apollon en 478 ou 474 av. J.-C. par Polyzalos, tyran de Géla et frère du tyran de Syracuse Hiéron Ier, pour célébrer la victoire de son char de course aux Jeux pythiques qui y avaient lieu tous les quatre ans en l'honneur d'Apollon : les courses de char étaient une épreuve coûteuse que les tyrans de Sicile affectionnaient particulièrement. La base, en calcaire, portait initialement la dédicace « [Μνᾶμα Πολύζαλος με Γ]έλας ἀνέ[θ]εκε[ν] ἀ[ν]άσσ[ον] » (« Polyzalos, maître de Géla, a dédié [ce] monument commémoratif »). Elle a ensuite été effacée, sans doute parce qu'elle proclamait la tyrannie de Polyzalos. Elle a été remplacée par une inscription plus neutre, comme en ferait un simple particulier : « [Νικάσας ἵπποισι Π]ολύζαλός μ’ἀνέθηκ[εν] / ὑιος Δεινομένεος, τ]όν ἄεξ’, εὐόνυμ’ Ἄπολλ[ον] » (« Polyzalos, vainqueur avec ses chevaux, m'a consacré / le fils de Deinoménos que toi, très honoré Apollon, tu as fait prospérer).